# Sitobion indicum
Sitobion indicum är en insektsart. Sitobion indicum ingår i släktet Sitobion och familjen långrörsbladlöss. Inga underarter finns listade i Catalogue of Life.